# Papillon (natation)
Pour les articles homonymes, voir Papillon (homonymie).

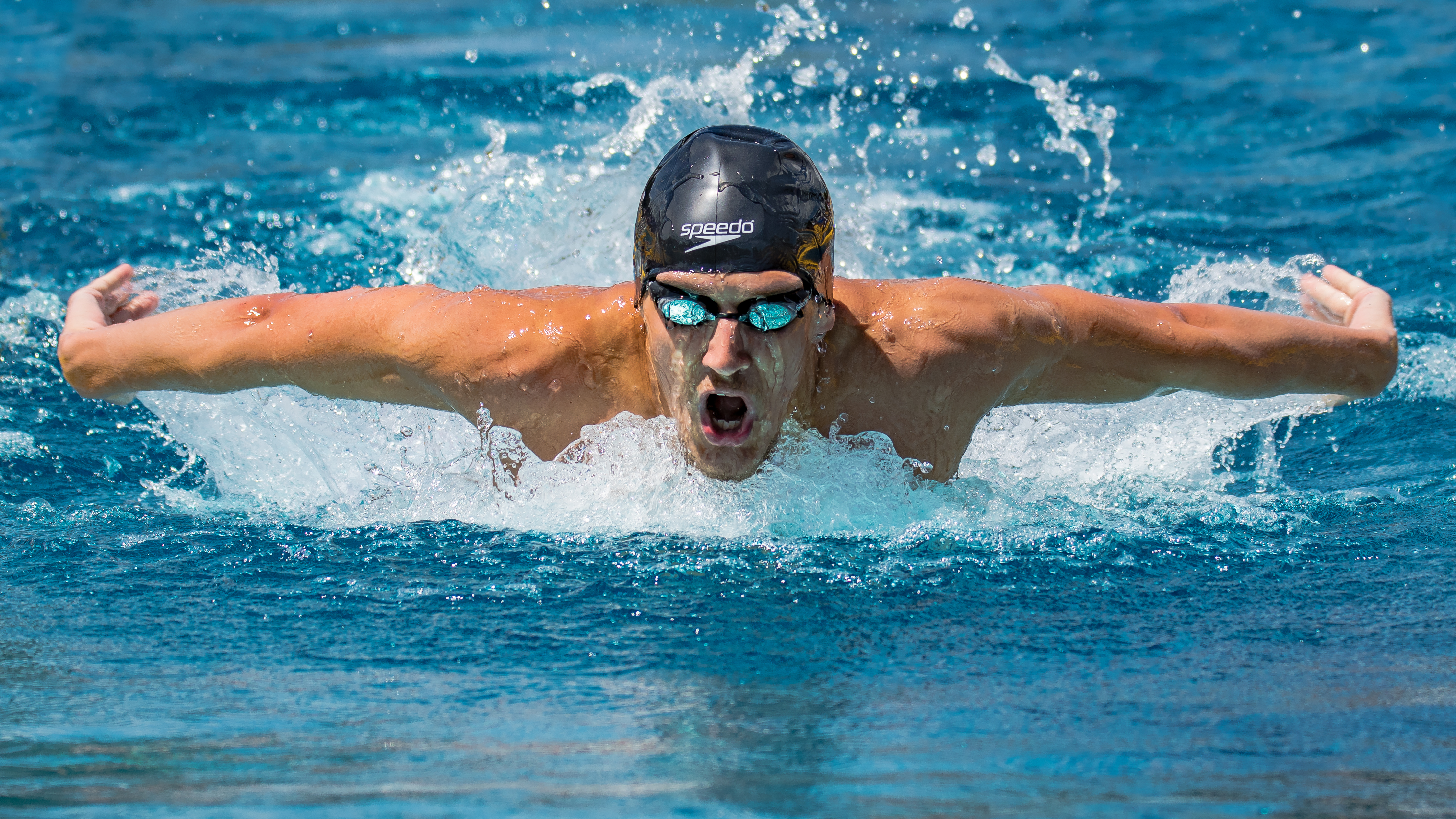
Nage papillon.

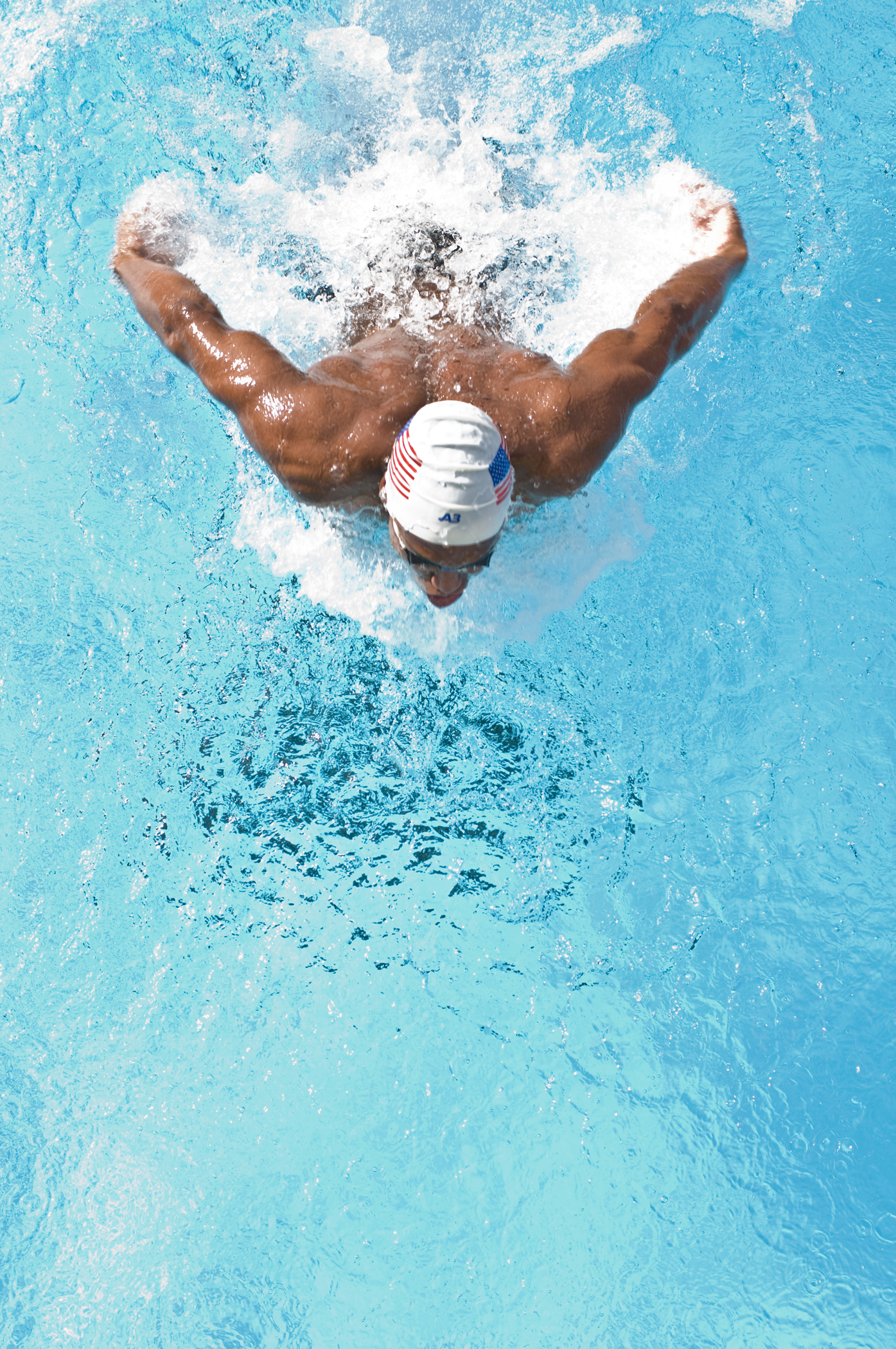
Nage papillon vue du dessus.

Le papillon est un style de nage ventral, où les bras et les jambes agissent symétriquement. Les bras exercent une traction puis une poussée propulsant le corps vers l'avant. Le retour des bras s'effectue en les lançant hors de la surface de l'eau vers l'avant. Le corps et les jambes ont une action d'ondulation, similaire à celle du dauphin.

## Technique
Le papillon est une nage qui demande beaucoup de technique et de coordination, sans lesquelles elle est particulièrement éprouvante physiquement en raison de son intensité et de la force réquisitionnée. Elle peut cependant être enseignée auprès des enfants. Les débutants considèrent que le plus dur est le retour aérien des bras vers l'avant. Ceci demande une coordination entre  le retour des bras et la deuxième ondulation des jambes, qui elles, sont entraînées par le mouvement du bassin, et une relaxation totale au moment du retour de la tête dans l'eau, suivi d'un allongement souple des bras pour que les doigts attrapent l'eau avant de les ramener calmement en poussant vers l'arrière. C'est à ce moment qu'il faut placer la respiration en accompagnant l'onde créée dans l'eau avec la tête qui précède le mouvement des bras. La respiration peut se faire à chaque mouvement de bras en distance ou tous les deux ou trois mouvements de bras en vitesse ce qui demande encore plus de relaxation et de coordination. Le plus dur est alors pour le débutant d'effectuer des ondulations correctes afin de placer l'équilibre bras-respiration.
Correctement nagé, le papillon est la deuxième nage la plus rapide en surface, après le crawl. Le papillon est généralement considéré comme la nage la plus spectaculaire.
En compétition, les distances sont limitées aux 50 m, 100 m et 200 m. Certains nageurs expérimentés peuvent nager le papillon sur de plus longues distances. Sylvain Estadieu a traversé la manche en papillon.
L'entraînement à la nage papillon conduit à une musculation développée du dos, des bras et des épaules. Il améliore d'autant plus le souffle et — en alternance avec la nage libre — permet d'oxygéner le nageur en entraînement.

## Histoire
Cette nage est apparue d'abord dans les années 1930 comme variante de la brasse. Dans cette variante dite « brasse de style papillon », le retour des bras hors de l'eau permettait aux nageurs d'aller plus vite lors des compétitions. Depuis 1953, le règlement de la FINA sépare les deux nages, qui sont pratiquées lors d'épreuves différentes.
L'ondulation de dauphin est incorporée dans cette nage dans les années 1950, comme une alternative au battement de pieds en ciseaux : le « style dauphin ». 
Aux Jeux olympiques d'été de 1956 (Australie) apparaissent les premières épreuves de papillon moderne, autorisant le retour aérien des bras et les ondulations de dauphin : le 200m papillon homme (remporté par William Yorzyk en 2'19) et le 100m femme (remporté par Shelley Mann en 1'11).

## Règlement de compétition
- Pour le départ, le plongeon est obligatoire (entrée dans l'eau par la tête), à partir d'un plot de départ (avec ou sans appui-pieds).
- Pendant la course, excepté lors des virages, le corps doit être « allongé sur la poitrine et les deux épaules parallèles à la surface de l'eau ». Les bras doivent « être ramenés ensemble au-dessus de l'eau et ramenés en arrière en même temps ». Les mouvements des pieds doivent être exécutés d'une manière simultanée. Les jambes et les pieds ne seront pas forcément au même niveau mais aucun mouvement alterné n'est autorisé. Par ailleurs, les ciseaux de brasse sont interdits.
- Pour le virage, il faut toucher le mur des deux mains simultanément, soit au niveau de l'eau, soit au-dessus, soit en dessous, sous peine de disqualification. L'immersion totale est autorisée pendant 15 mètres. Plusieurs mouvements de jambes et une traction de bras sont possibles avant la sortie de la tête de l'eau.
- À l'arrivée, il est obligatoire de toucher le mur des deux mains simultanément, comme pour les virages.

## Principe
